# Justo Abaunza
José Justo Abaunza y Muñoz de Avilés (Nicoya, Provincia de Costa Rica, 1778 - El Salvador, 1872) fue un abogado y político nicaragüense que siendo Senador en la Asamblea Legislativa de la Representación Nacional ejerció en dos ocasiones como Senador Director Interino el cargo de Supremo Director del Estado de Nicaragua y una vez como Supremo Director Provisiorio (en rebelión).
Su primer mandato como sustituyendo al Supremo Directo Interino en el período del 1 de abril al 5 de mayo de 1851 cuando el Supremo Director saliente Norberto Ramírez depositó el poder en él porque su sucesor, José Laureano Pineda Ugarte, no aceptó su elección como Supremo Director hasta ese día.
Su segundo período fue del 4 de agosto al 11 de noviembre de 1851 cuando fue nombrado Senador Director Provisorio por el Cabildo de León después del golpe militar encabezado por el General Trinidad Muñoz.

## Vida política
En 1803, Marcelo de los Santos Porras, cura del pueblo de Masaya, hizo constar que según los libros de bautismos y el último padrón practicado en su feligresía, se contaba con vecinos españoles aptos para el servicio público todos entre 25 y 60 años, entre ellos el Teniente Justo Abaunza quien era a la sazón Subdelegado del Partido de Nicoya.
El 13 de julio de 1804 fue nombrado subdelegado del Partido de Sutiaba en contra de la opinión del Gobernador de la Provincia.
Fue Comisionado, junto con Fulgencio Vega, del Gobierno Provisional de Silvestre Selva (13 de diciembre de 1844 al 4 de abril de 1845, durante la llamada Guerra de Malespín quien con ayuda de los conservadores granadinos ocupó y permitió el saqueo de las iglesias de la ciudad de León.
Fue Prefecto del departamento de León en la comitiva oficial que recibe el 20 de julio de 1847 al nuevo Supremo Director de Estado José Leocadio de la Cruz Guerrero de Arcos quien fijó la capital en León.
En 1849 siendo Auditor de Guerra recibe la confidencia que le hizo, momentos antes de ser fusilado, Bernabé Somoza, alias "Siete Pañuelos", quien le contó que había dado muerte a 54 personas indefensas y pacíficas con su propia mano y que no había gusto que no se hubiera dado en este mundo.

### Senador Director Interino (1851)
Al terminar su período el 1 de abril de 1851, el Supremo Director Norberto Ramírez depositó el poder nuevamente en Abaunza porque su sucesor, José Laureano Pineda Ugarte, no aceptó su elección como Supremo Director hasta el día 5 de mayo del mismo año.

### Senador Director Provisorio (1851)
El 4 de agosto, un golpe militar encabezado por el General José de la Trinidad Muñoz Fernández, José Leocadio de la Cruz Guerrero de Arcos, Pablo Buitrago Benavente y otros, depuso a José Laureano Pineda Ugarte. 
El Cabildo de León con miembros de la Representación Nacional nombró entonces al Senador Justo Abaunza como Supremo Director interino. 
En ese período hubo tres gobiernos en el Estado de Nicaragua: 
- el de José Laureano Pineda Ugarte en el exilio en Honduras.
- el de José de Montenegro en Granada, éste no llegó a ejercer porque murió repentinamente.
- el de Justo Abaunza en León.

Finalmente Pineda obtuvo ayuda militar, regresó a Nicaragua, amenazó a la ciudad de León con un asalto combinado de tropas incluyendo las del General Fruto Chamorro y obtuvo la rendición de los sublevados. 
Durante las negociaciones, se logró que Abaunza fuera incluido en el decreto de amnistía, pero sujeto a merced de lo que dispusiera la Asamblea Legislativa porque era senador y, por lo tanto, gozaba de inmunidad.
No se conoce cual fue el dictamen de la Asamblea sobre Abaunza, pero se sabe que éste se trasladó a El Salvador, donde fue designado, junto con José María Silva, para redactar el Código Civil y hacer Reformas al Código Penal de El Salvador, según consta en el Acuerdo Ejecutivo del 4 de febrero de 1858.